# Reverse Cowgirl
Reverse Cowgirl is een aflevering van South Park. Het is de eerste aflevering van seizoen 16.

## Verhaal
Als de darmen van Clydes moeders worden ingeslikt door een wc (omdat Clyde de wc-bril omhoog gelaten had), klagen de jongens de wc-fabrikant aan. Omdat de maker van de wc in 1685 al is overleden klagen ze zijn geest aan. Intussen wordt er een hulpdienst voor wc's opgericht die het gebruik van veiligheidsgordels tijdens toiletbezoek verplicht.
Omdat de stad het daar niet mee eens is ontvoeren vertegenwoordigers van de stad een kind en twee medewerkers van de wc-hulpdienst en schieten ze neer. In de rechtszaal klagen Kyle, Stan, Kenny, Cartman, Clyde bijgestaan door een advocaat de geest van de ontwerper van de wc aan. De geest is het daar echter niet mee eens, omdat ze op de verkeerde manier op het toilet zitten. De geest van Clyde's moeder komt ook en zegt dat dit allemaal Clyde's schuld is. Nu alles weer normaal is doet Clyde de wc-bril omhoog en steekt zijn middelvinger op.